# Hemipenthes pleuralis
Hemipenthes pleuralis är en tvåvingeart som först beskrevs av Samuel Wendell Williston  1901.  Hemipenthes pleuralis ingår i släktet Hemipenthes och familjen svävflugor. Inga underarter finns listade i Catalogue of Life.